# Ammannia uniflora
Ammannia uniflora là một loài thực vật có hoa trong họ Lythraceae. Loài này được Meijden mô tả khoa học đầu tiên năm 1966.